# Дорте Норс
Дорте Норс (на датски: Dorthe Nors) е датска университетска преподавателка, преводачка и писателка на произведения в жанра социална драма и документалистика.

## Биография и творчество
Дорте Норс е родена на 20 май 1970 г. в Хернинг, Дания. Тя е най-малката от трите деца в семейството. Майка ѝ е учителка и художничка. На единадесетгодишна възраст започва да пише свои собствени истории, стихотворения и пиески. През 1999 г. завършва университета на Орхус с магистърска степен по литература и история на изкуството. След дипломирането си в продължение на няколко години живее в Копенхаген, където работи като преводач на шведски криминални романи, предимно книги на Юхан Теорин, както и преподава литература и творческо писане в различни колежи и университети.
Първият ѝ роман „Душа“ е издаден през 2001 г., а после романите „Грандмайсторът“ през 2003 г. и „Ан Ли“ през 2005 г. През 2007 г. и няколко следващи години получава стипендия за работен престой в Центъра за датски писатели и преводачи в имението Халд Ховедгорд. През 2007 г. печели втора награда в конкурса за разказ на Земеделския културен фонд „Живот на земята“ с разказа „Тя идва“. Развивайки интерес към жанра, през 2008 г. е издаден сборникът ѝ с разкази „Зимната градина“. Тя става първият датски писател, който публикува свой разказ в списание „Ню Йоркър“, а разказите ѝ са публикувани и в други списания. Пише както на датски език, така и на английски език (на датски за художествена литература, на английски за есета).
През 2011 г. получава тригодишен грант на Датската агенция по изкуствата. През 2014 г. получава литературната награда „Пер Олов Енквист“. През 2017 г. е номинирана за престижната международна награда „Букър“ за английския превод на книгата ѝ „Огледало, рамо, сигнал“ от 2016 г.
През 2018 г. е издаден сборникът ѝ с разкази „Карта на Канада“. Историите представят живота на различни персонажи: писателка в планинска хижа се сближава с майката на своя бивш любим; две приятелки обикалят по домовете за дарения уж за борба с рака; жена, която копнее да плува в диви водоеми едва стига до местния басейн, все лъкатушни пътища сред спомени и желания, достигайки до неочаквани асоциации и сюжетни обрати.
Дорте Норс живее в Долеруп, южно от Вибор, в Централна Ютландия.

## Произведения

### Самостоятелни романи
- Soul (2001)[2][4]
- Stormesteren (2003)
- Ann Lie (2005)
- Minna mangler et øvelokale (2013)
- Spejl, skulder, blink (2016)[1]

### Сборници
- Kantslag (2008) – награда „Пер Олов Енквист“[1][2][3]
Зимната градина (разказ), сп. „Литературен вестник“ бр.39 (2019), прев. Виктория Димитрова и др.
- Dage (2010)
- Kort over Canada (2018)[3]
Карта на Канада, изд.: ИК „Лист“, София (2022), прев. Радослава Даскалова

### Разкази
- Hun kommer (2007)
- Tre slags ( 2011)

### Документалистика
- A Line in the World: A Year on the North Sea Coast (2021) – есета, награда за „Книга на годината“[2][3]